# 杉山登志郎
杉山 登志郎（すぎやま としろう、1951年1月28日 - ）は、日本の医学者、精神科医。医学博士。浜松市にあるこどものこころの診療所、および愛知県大府市の共和病院で勤務している。日本における高機能自閉症、アスペルガー症候群の権威の一人。近年は子ども虐待、複雑性PTSDについての著作も数多く発表している。

久留米大学医学部卒業後、久留米大学医学部小児科学教室をへて、名古屋大学医学部精神医学教室に入局。その後、静岡県立病院養心荘、愛知県心身障害者コロニー中央病院精神科医長を務め、カリフォルニア大学ロサンゼルス校神経精神医学研究所に留学した。
そして、名古屋大学医学部精神科助手を経て、静岡大学教育学部教授、名古屋大学医学部非常勤講師、あいち小児保健医療総合センター心療科部長兼保健センター長を務め、2010年10月1日に浜松医科大学特任教授へ就任。2016年に定年退職。現在は福井大学子どものこころの発達研究センター児童青年期こころの専門医育成部門客員教授。

## 著書
単著
- 「発達障害の豊かな世界」日本評論社、2000年
- 「子ども虐待という第四の発達障害」学研、2007年
- 「発達障害の子どもたち」講談社新書、2007年
- 「そだちの臨床」日本評論社、2009年
- 「発達障害のいま」講談社新書、2011年
- 「自閉症の精神病理と治療 (杉山登志郎著作集1) 」日本評論社、2011年
- 「基礎講座・自閉症児への教育」日本評論社、2011年
- 「軽度発達障害への道 (杉山登志郎著作集2) 」日本評論社、2011年
- 「児童青年精神医学の新世紀」 (杉山登志郎著作集3) 日本評論社、2012年
- 「発達障害の薬物療法－ASD・ADHD・複雑性PTSDへの少量処方」岩崎学術出版社、2015年
- 「子と親の臨床　そだちの臨床2」日本評論社、2016年
- 「子育てで一番大切なこと」講談社新書、2018年
- 「発達性トラウマ障害と複雑性PTSDの治療」誠信書房、2019年
- 「テキストブック　TSプロトコール」日本評論社、2021年
- 「発達性トラウマ症の臨床」金剛出版、2024年
- 「トラウマ　「心の傷」をどう癒すか」講談社新書、2024年

共著/編著/編集/監修、解説など
- 「凍りついた瞳」集英社文庫、1996年　ささやななえ (画)、椎名篤子 (原著)、解説執筆
- 「入門　教師のためのやさしい精神・神経医学」学研、1997年

　　（改訂増補　「特別支援教育のための精神・神経医学」学研、2003年）
- 「ちいさなわたしをだきしめて」 集英社、1998年　入江 紀子 (画)、椎名篤子 (原著)、解説執筆
- 「高機能広範性発達障害　アスペルガー症候群と高機能自閉症」ブレーン出版、1999年
- 「学習障害: 発達的・精神医学的・教育的アプローチ」ブレーン出版、2000年
- 「自閉症児の発達と指導」全国障害者問題研究会、2001年
- 「アスペルガー症候群と高機能自閉症の理解とサポート」学研、2002年
- 「アスペルガー症候群と高機能自閉症ー青年期の社会性のために」学研、2005年
- 「教師のための高機能広汎性発達障害・教育マニュアル」 少年写真新聞社、2005年
- 「教育現場における障害のある子どもへの指導と実践」朱鷺書房、2008年
- 「子どもの発達障害と情緒障害 (健康ライブラリー イラスト版)」講談社、2009年
- 「講座　子どもの診療科」講談社、2009年
- 「ギフテッド　天才の育て方」学研、2009年
- 「特別支援教育大事典」旬報社、2010年
- 「大人の生活完全ガイド―アスペルガー症候群」保健同人社、2010年
- 「発達障害への看護アプローチ」精神看護出版、2011年
- 「発達障害のある子どもができることを伸ばす！　幼児編」日東書院、2011年
- 「発達障害のある子どもができることを伸ばす！　学童編」日東書院、2011年
- 「発達障害のある子どもができることを伸ばす！　思春期編」日東書院、2013年
- 「講座　子ども虐待への新たなケア」学研、2013年
- 「子どものPTSD-診断と治療」診断と治療社、2014年
- 「臨床家のためのDSM-5 虎の巻」日本評論社、2014年
- 「神経発達障害のすべて DSM-5対応　こころの科学増刊」日本評論社、2014年
- 「浜松医大流エビデンスに基づく精神療法実践集」金芳堂、2015年
- 「子ども虐待への心理臨床: 病的解離・愛着・EMDR・動物介在療法まで」誠信書房、2015年

　　（増補改訂版 2022年　旧版、増補改訂版ともに序文執筆）
- 「身体はトラウマを記録する――脳・心・体のつながりと回復のための手法」紀伊國屋書店、2016年

べッセル・ヴァン・デア・コーク 著、解説執筆
- 「発達性トラウマ障害のすべて こころの科学増刊」日本評論社、2019年
- 「教えて 発達障害・発達凸凹のこと」IAP出版、2021年
- 「TSプロトコールの臨床」日本評論社、2023年
- 「慢性疼痛の精神療法　トラウマ処理、CBT,臨床催眠」誠信書房、2025年
- 「子どものトラウマ治療　傷ついた脳を回復する」診断と治療社、2025年